# Єнс Різагер
Єнс Різагер (дан. Jens Risager, нар. 9 квітня 1971, Гернінг) — данський футболіст, що грав на позиції захисника.
Виступав, зокрема, за клуби «Брондбю» та «Брондбю», а також національну збірну Данії.
П'ятиразовий чемпіон Данії. Дворазовий володар Кубка Данії. У складі збірної — володар Кубка Конфедерацій.

## Клубна кар'єра
У дорослому футболі дебютував 1987 року виступами за команду «Гольстебро», в якій провів два сезони.
Своєю грою за цю команду привернув увагу представників тренерського штабу клубу «Брондбю», до складу якого приєднався 1989 року. Відіграв за команду з Брондбю наступні три сезони своєї ігрової кар'єри.
Протягом 1992 року захищав кольори клубу «Ікаст».
У 1992 році повернувся до клубу «Брондбю», за який відіграв 6 сезонів. Більшість часу, проведеного у складі «Брондбю», був основним гравцем захисту команди. Завершив професійну кар'єру футболіста виступами за команду «Брондбю» у 1998 році.

## Виступи за збірну
У 1994 році дебютував в офіційних матчах у складі національної збірної Данії.
У складі збірної був учасником розіграшу Кубка конфедерацій 1995 року у Саудівській Аравії, здобувши того року титул переможця турніру, чемпіонату Європи 1996 року в Англії.
Загалом протягом кар'єри в національній команді, яка тривала 3 роки, провів у її формі 13 матчів.

## Титули і досягнення
- Чемпіон Данії (5):

«Брондбю»: 1990, 1991, 1995-1996, 1996-1997, 1997-1998
- Володар Кубка Данії (2):

«Брондбю»: 1993-1994, 1997-1998
- Володар Суперкубка Данії (3):

«Брондбю»:  1994, 1996, 1997
Збірні
- Володар Кубка Конфедерацій (1): 1995